# CA 센트랄 코르도바 (산티아고델에스테로)
클루브 아틀레티코 센트랄 코르도바(스페인어: Club Atlético Central Córdoba)는 산티아고델에스테로를 연고로 하는 아르헨티나의 종합 스포츠 클럽의 축구팀이다. 클럽 내 여러 스포츠팀 중 아르헨티나의 1부 축구 리그인 프리메라 디비시온에 참가하고 있는 축구팀이 가장 많이 알려져  있다. 이 팀은 같은 이름인 로사리오의 센트랄 코르도바와 마찬가지로 철도 노동자들에 의해 설립되었다. 

### 현역
참고: FIFA 자격 규정에 따라 소속된 국가대표팀 국기를 표시합니다. 선수는 복수의 FIFA 비회원국 국적을 가지고 있을 수 있습니다.
| 번호 | 포지션 | 국적     | 이름              |
| ---- | ------ | -------- | ----------------- |
| 16   | DF     | 우루과이 | 페데리코 안두에사 |
| 18   | FW     | 콜롬비아 | 루이스 앙굴로     |

| 번호 | 포지션 | 국적 | 이름 |
| ---- | ------ | ---- | ---- |

## 역대 감독
| 감독      | 임기 |
| --------- | ---- |
| 아벨 발보 | 2022 |
| 아벨 발보 | 2024 |